# Procesor grafenowy
Procesor grafenowy – procesor zbudowany, w przeciwieństwie do tradycyjnych procesorów krzemowych, z grafenu.

## Historia
Pierwszy grafenowy tranzystor został stworzony przez firmę IBM i oficjalnie zaprezentowany w lutym 2010 roku.
Na początku września 2010 roku, naukowcy z Uniwersytetu Kalifornijskiego w Los Angeles poinformowali iż udało im się stworzyć tranzystor działający z częstotliwością 300 GHz. Udało się to osiągnąć dzięki zmodyfikowaniu jego budowy. W przeciwieństwie do tradycyjnego tranzystora, źródło, dren oraz bramkę wykonano – zamiast z metalu – z nanoprzewodu, zbudowanego z krzemku kobaltu, zaizolowanego powłoką z tlenku glinu z wyprowadzeniem ze stopu złota i tytanu. Z tego samego stopu wykonano także źródło i dren. Cały tranzystor został pokryty platynową warstwą ochronną.

## Proces produkcyjny
Według naukowców zastąpienie wafli krzemowych (wykorzystywanych obecnie do produkcji układów scalonych) grafenowymi nie powinno stanowić dużego problemu. Według IBM wafle grafenowe mogą być produkowane z wykorzystaniem procesów technologicznych, które stosowane są obecnie przy produkcji wafli krzemowych. Oznacza to że przystosowanie obecnych linii produkcyjnych wykorzystywanych przy produkcji układów krzemowych do produkcji układów grafenowych nie będzie wymagało dużych nakładów finansowych.

## Możliwości
Procesory grafenowe mogą być nawet 1000 krotnie wydajniejsze od swoich krzemowych odpowiedników. Według naukowców mogą pracować nawet z częstotliwością 1THz. Pierwszy tranzystor zbudowany z grafenu pracuje z częstotliwością około 40 GHz, czyli około 2,5 raza większą niż najszybsze obecnie układy krzemowe.